# Arijejen
Arijejen – miejscowość na Nauru, w dystrykcie Denigomodu.